# Dušan Petković (football, 1903)
Pour les articles homonymes, voir Petkovic et Dušan Petković.
Dušan Petković (serbe : Душан Петковић) (né le 13 avril 1903 à Belgrade dans le royaume de Serbie et mort le 2 décembre 1979 à New York aux États-Unis) était un joueur de football serbe.

## Biographie
Surnommé Senegalac (« le Sénégalais ») en raison de sa peau foncée, Petković a marqué les esprits du club du SK Jugoslavija, club de sa ville natale avec lequel il passe la plupart de sa carrière. Il a en tout joué dans 175 matchs officiels et a en tout inscrits 219 buts pour le SK Jugoslavija, devenant le second meilleur buteur de l'histoire du club de tous les temps (derrière Dragan Jovanović avec 311 buts).
Il fait partie de l'effectif qui remporte les championnats yougoslaves de 1924 et 1925, et est meilleur buteur du championnat en 1926 avec huit buts en six matchs. En 1927, il part tenter sa chance en France au SO Montpellier, avec son coéquipier serbe Branislav Sekulić.
Entre 1923 et 1926, Petković a évolué avec l'équipe de Yougoslavie de football. Il fait ses débuts le 28 octobre 1923 contre l'équipe de Tchécoslovaquie et inscrit un but lors d'un match se terminant par un match nul 4–4. Sa dernière sélection est le 28 juin 1926 encore contre les Tchécoslovaques à Zagreb. Petković prend également part à l'effectif yougoslave des Jeux olympiques de 1924, où l'équipe est sortie au premier tour 0–7 par l'Uruguay.
Après sa retraite du football, il travaille en tant qu'éditeur sportif pour le journal de Belgrade Vreme jusqu'en 1941, avant de partir vivre à Sofia en Bulgarie où il travaille à l'ambassade de Yougoslavie. Il part ensuite émigrer aux États-Unis, et ne retournera jamais en Yougoslavie. Il meurt à New York en 1979.

## Palmarès
- Championnat de Yougoslavie (2) : 1924, 1925
- Meilleur buteur du championnat de Yougoslavie : 1926